# Chentkaus I

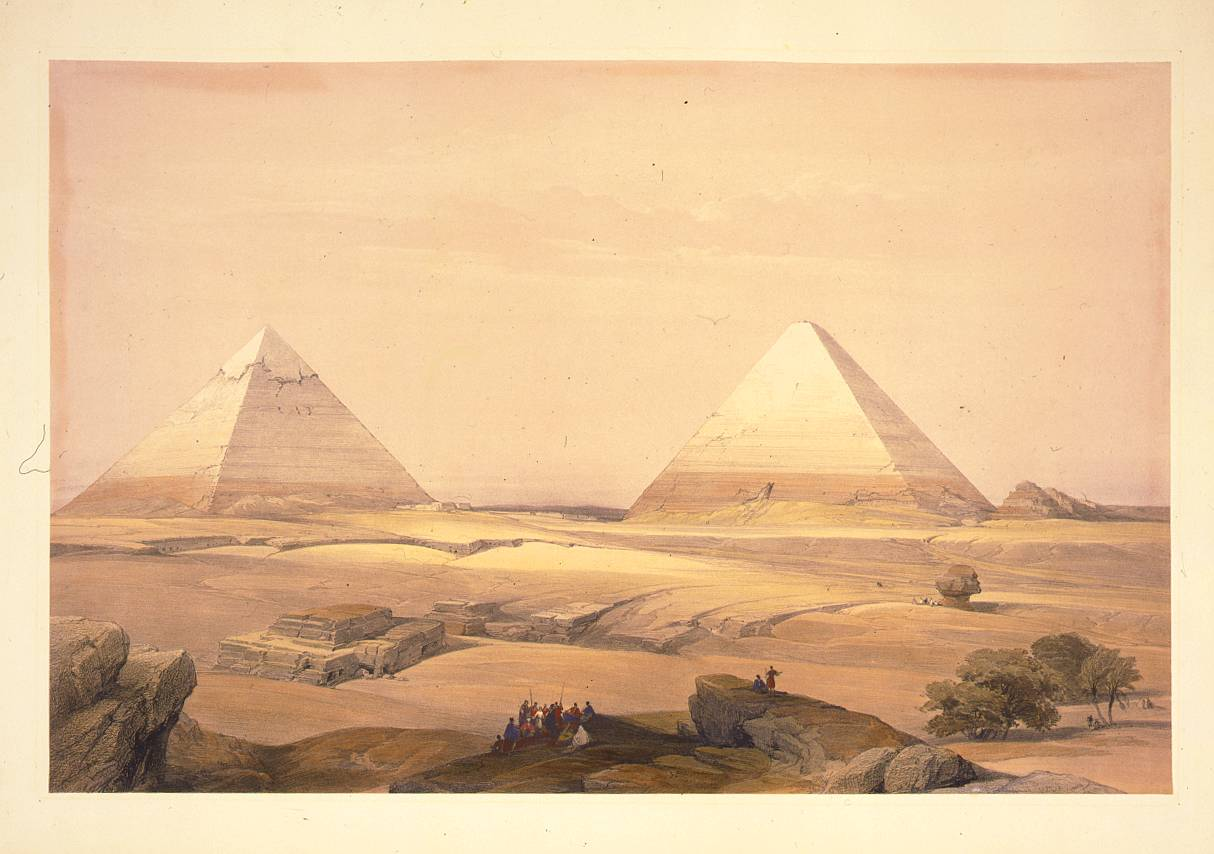
Grobowiec Chentkaus I (w dolnym lewym rogu) na tle piramid w Gizie, litografia, XIX w.

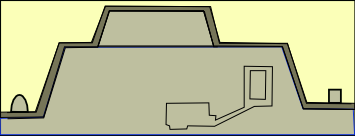
Grobowiec Chentkaus I - przekrój

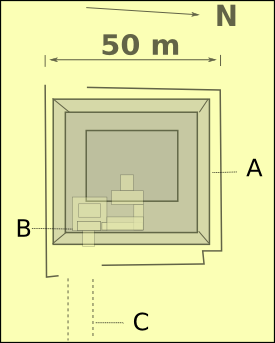
Plan grobowca:
1) "Mastaba"
2)Sahure i Neferirkare I Komora grobowa
3) Droga procesyjna

Chentkaus I – żona władcy starożytnego Egiptu Szepseskafa z IV dynastii, uważana za założycielkę V dynastii („matkę V dynastii” według Borchardta).
Była córką Dżedefhora (Grimal), choć niektórzy widzą w niej córkę Menkaure (Kwiatkowski), jej mąż Szepseskaf był więc jej bratem przyrodnim oraz drugim mężem. Ich ślub był wynikiem dążenia władcy do pogodzenia dwóch zwaśnionych gałęzi dynastii. Prawdopodobnie miała z nim syna Dżedefptaha oraz dwie córki: Chamaat, która wyszła za kapłana i została wysoką kapłanką boga Ptaha, oraz Bunefer, która została żoną władcy, swego brata Dżedefptaha. Jej dziećmi z pierwszego małżeństwa byli najprawdopodobniej dwaj późniejsi władcy Egiptu z V dynastii: Sahure i Neferirkare I. Według jednej z hipotez (opierającej się m.in. na zapisie w Papirusie Westcar) była też matką Userkafa, pierwszego władcy V dynastii (Aktenmüller, Helck, Stadelmann, Goedicke). 
Posiadała dwa grobowce, jeden w Gizie, a drugi - w Abusir. Według jednej z teorii umarła jeszcze przed ukończeniem zespołu w Abusir, w związku z tym została początkowo pochowana w Gizie, a za czasów Niuserre jej mumia została przeniesiona do Abusir (Verner). 
W Gizie miała grób nawiązujący swoim stylem do grobowców III dynastii. Jest to budowla eklektyczna, na wpół mastaba, na wpół piramida o dwóch stopniach, mająca 18 m wysokości. Tam też uwieczniono ją jako „matkę dwóch królów Górnego i Dolnego Egiptu”, jak najprawdopodobniej należy odczytać jej tytuł. 
W Abusir należy do niej piramida położona w pobliżu grobowca jednego z jej synów, Neferirkare I. Piramida była najprawdopodobniej tej samej wysokości co grób w Gizie, chociaż obecnie ma zaledwie 4 m wysokości. W świątyni grobowej tej piramidy Chentkaus otoczona była szczególnym kultem jako założycielka V dynastii jeszcze długo po swojej śmierci.